# 臼炮

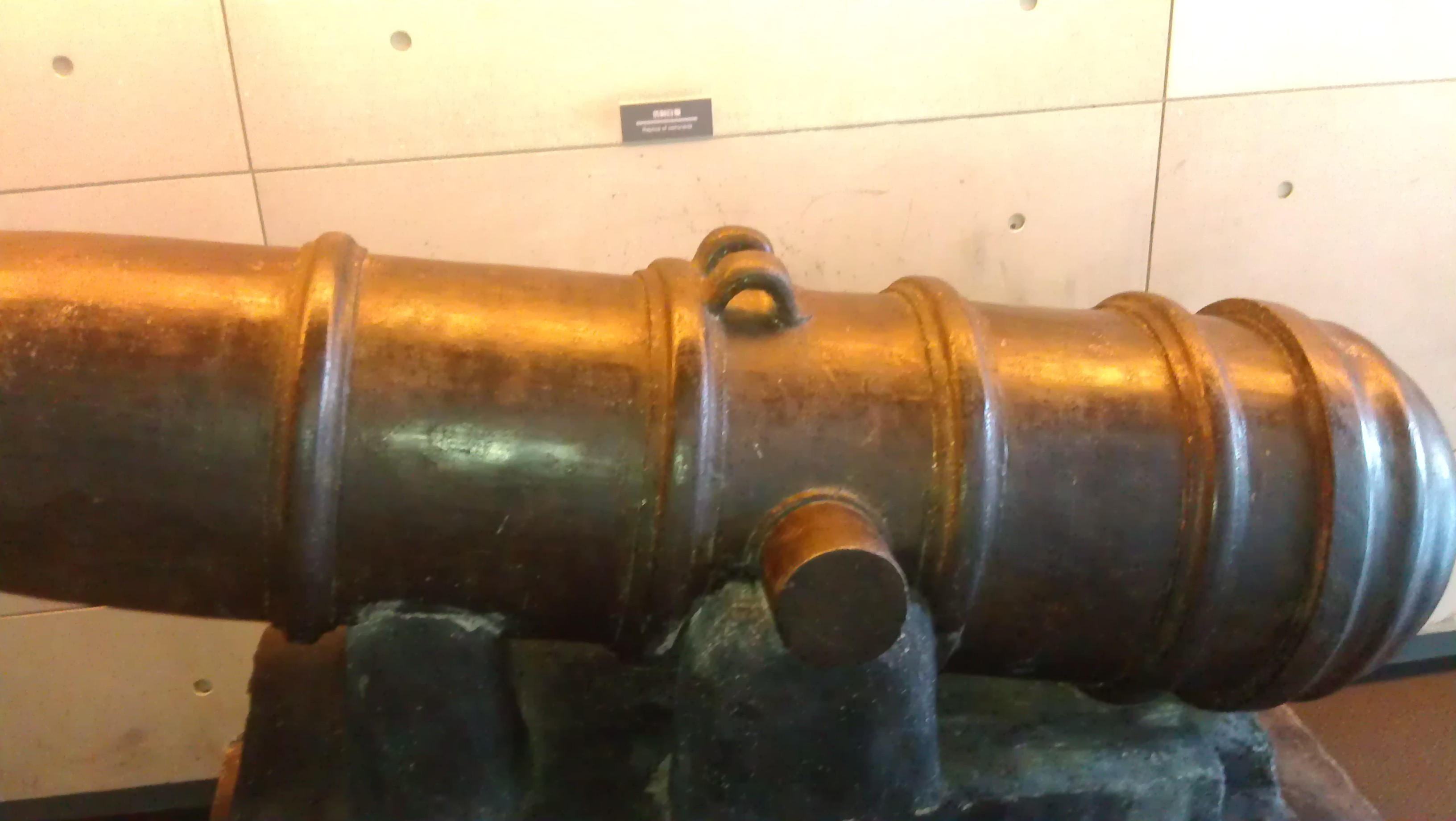
大沽口炮臺遺址博物館內出土臼炮

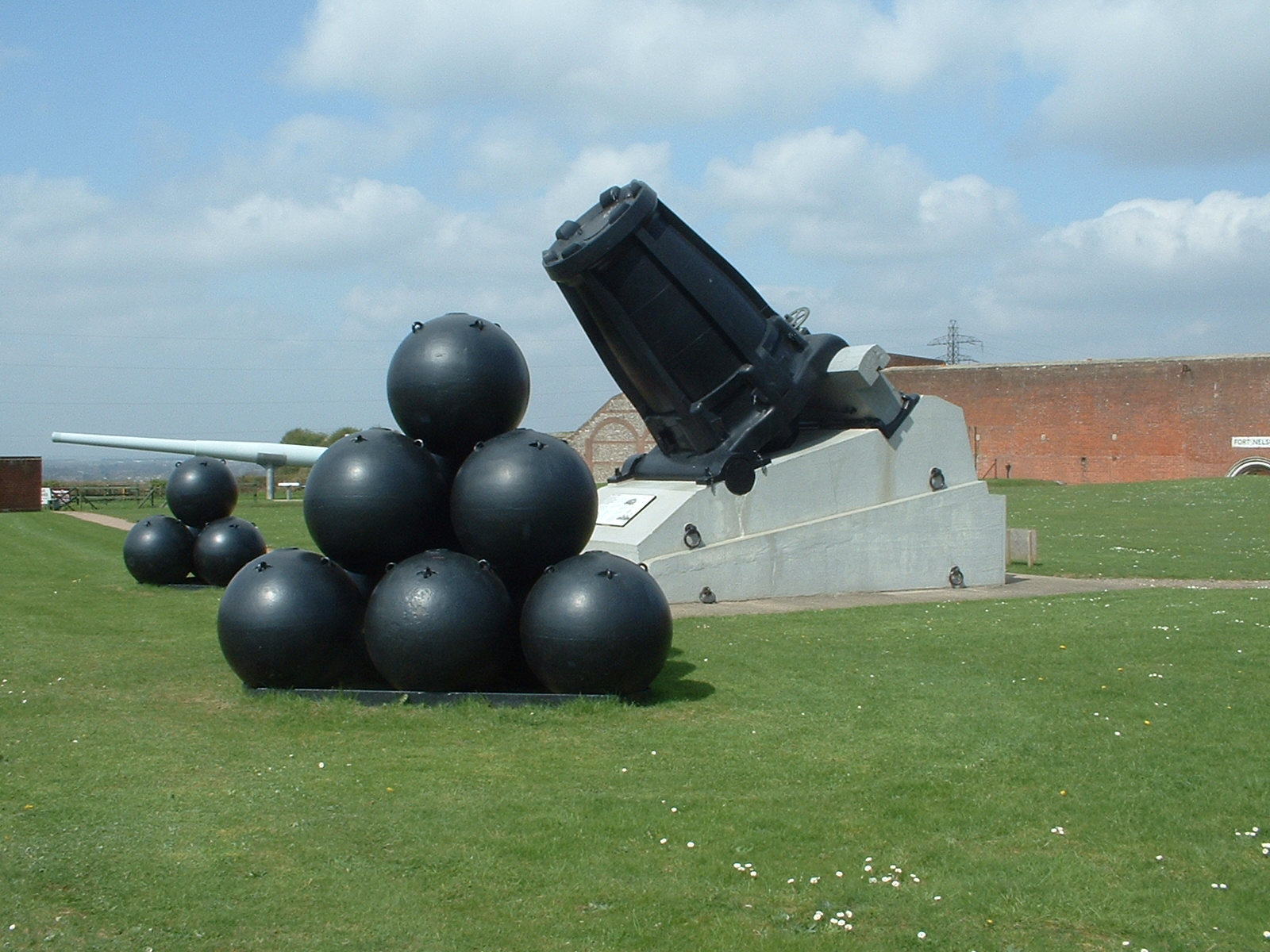
英國帝國戰爭博物館所藏之大口徑臼炮

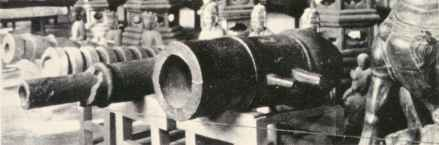
1377年中國所鑄的Bombard，攝於1945年太原

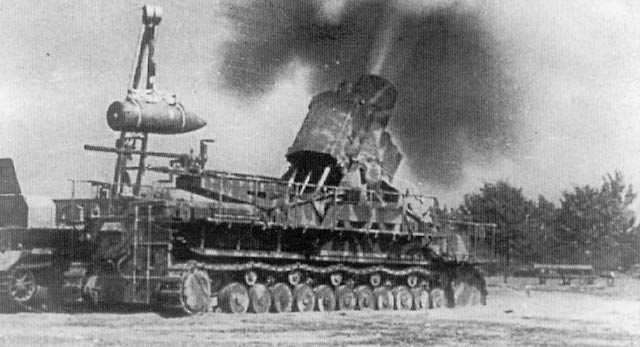
卡爾臼炮

臼炮（Mortar）是一種炮身短（口徑與炮管長度之比通常在1：12到1：13以下）、射角大、初速低、高弧線彈道的滑膛火炮。因其炮身短粗，外形類似中國的石臼，因此在漢語中被稱為「臼炮」。小口徑、方便攜帶的臼炮後來發展為迫擊炮。
臼炮最初出現於13世紀，發射石彈。中國明清時的將軍炮有很多為臼炮，例如造於1377年的大口徑轟城炮以及1690年所制的威遠將軍炮。
在1453年君士坦丁堡攻城戰、1489年蘇格蘭的Dumberton攻城戰等戰役中，攻城一方都使用了大口徑臼炮。由於金屬鑄造工藝不精湛，無法鑄造長身管火炮，因此就其彈道特性和身徑比來說，19世紀50年代以前的大口徑火炮很多都是臼炮，其中最著名的火炮為1832年法國製造的「Monster Mortar」。
由於臼炮的射角大、彈道弧線高，因此多被用來轟擊距離較近、中間隔有山脈等障礙物、無法平射的目標。日俄戰爭中，日軍曾用280毫米臼炮對旅順展開地毯式轟擊，擊沉俄國太平洋艦隊多艘戰艦。
在第一次世界大戰中，交戰雙方軍隊在歐洲的壕塹戰地區廣泛使用臼炮轟擊對方陣地。至第二次世界大戰中，仍有美軍的小大衛（[Little David，口徑為914毫米）、德軍的卡爾臼炮（Mörser Karl，口徑為540毫米）等大口徑臼炮，其中「卡爾」臼炮曾經用於塞凡堡攻城戰和1944年鎮壓華沙起義、史達林格勒战役。